# U.S. Route 50 (California)
La U.S. Route 50 o Ruta Federal 50 (abreviada US 50) es una autopista federal ubicada en el estado de California. La autopista inicia en el Oeste desde la I 80     en West Sacramento hacia el Este en la US 50  en la frontera con Nevada. La autopista tiene una longitud de 174,8 km (108.624 mi).

## Mantenimiento
Al igual que las carreteras estatales, las carreteras interestatales, y el resto de rutas federales, la U.S. Route 50 es administrada y mantenida por el Departamento de Transporte de California por sus siglas en inglés Caltrans.

## Cruces
La U.S. Route 50 es atravesada principalmente por la  BL 80  I 5  SR 99  en Sacramento
 SR 49  en Placerville
 SR 89  en South Lake Tahoe.